# 二九〇农场
二九〇农场是位于中华人民共和国黑龙江省鹤岗市绥滨县的一个国有农场，隶属于黑龙江省农垦宝泉岭管理局。所在区域列为绥滨县的一个类似乡级单位]。
二九〇农场是由中国人民解放军济南军区九十七师二九〇团，于1955年开发建设的大型国营农场。地处黑龙江、松花江下游汇合处的三角州平原上，北与俄罗斯隔岸相望，南邻松花江与富锦市、同江市隔江相对。农场总面积825平方公里，耕地面积65.8万亩，总人口2.8万。

## 行政区划
二九〇农场下辖以下单位：
二九０场直社区、二九０农场第一管理区、二九０农场第二管理区、二九０农场第三管理区、二九０农场第四管理区、二九０农场第五管理区和二九０农场第六管理区。